# Ampithoe gammaroides
Ampithoe gammaroides is een vlokreeftensoort uit de familie van de Ampithoidae. De wetenschappelijke naam van de soort is voor het eerst geldig gepubliceerd in 1856 door Bate.